# Videoconsoles de Nintendo

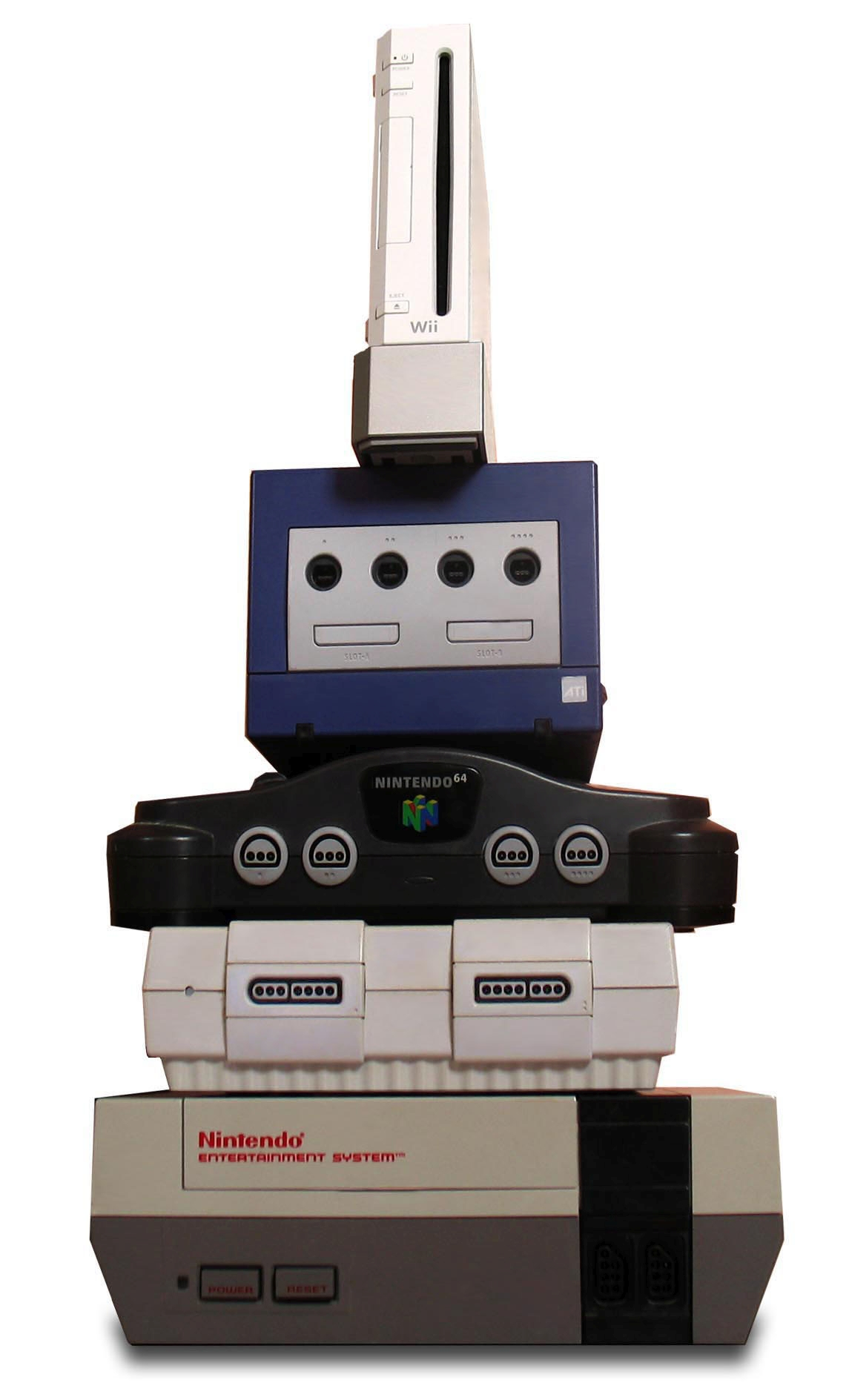
Una comparació de mida (de dalt a baix) Wii, Nintendo GameCube, Nintendo 64, la versió nord-americana de la SNES i NES

L'empresa multinacional d'electrònica de consum japonesa Nintendo ha desenvolupat set consoles de joc i divers de portàtils per a l'àmbit domèstic per utilitzar amb suports externs, així com consoles de joc dedicades i altres maquinaris per a les seves consoles. Fins al 30 de setembre de 2015, Nintendo va vendre més de 722,22 milions de màquines.
Tot i que l'empresa havia alliberat la Color TV Game així com la Game & Watch, que van ser el seu primer i segon sistema respectivament, no van assolir èxit mundial fins que no es va fabricar la Nintendo Entertainment System (NES) el 1983. La NES va reiniciar la indústria dels videojocs després de la crisi dels videojocs de 1983, i va ser un èxit internacional. El 1989, Nintendo va llançar la Game Boy, que es va convertir en la primera consola de mà a vendre's en grans quantitats. A principis dels anys noranta, el mercat de Nintendo va començar a disminuir; tot i que la Super Nintendo Entertainment System (SNES) de 1990 tenia fortes vendes, la Mega Drive/Genesis va ser un competidor molt fort. Nintendo i Sega tots dos perdrien una part important del mercat de les consoles cap a finals dels anys 90, així com la PlayStation de Sony Computer Entertainment es va convertir en la consola més popular, vençent la Nintendo 64, tot i que Nintendo va aconseguir vendre-ne més que la Sega Saturn.
La Dreamcast, llançada el 1999, PlayStation 2, llançada el 2000, i la Xbox de Microsoft, llançada el 2001, relegarien Nintendo al tercer lloc del mercat internacional, malgrat el llançament de GameCube. No obstant això, van conservar els seus avantatges en el mercat de consoles de mà, amb els models de Game Boy Color i Game Boy Advance. Cap a mitjan anys 2000, Nintendo va introduir el primer dispositiu portàtil amb èxit amb pantalla tàctil (DS) i la primera consola amb èxit dissenyada per a entrades controlades en moviment (la Wii); es van convertir en algunes de les consoles més venudes de tots els temps. El 2010, Nintendo es va convertir en la primera gran empresa a llançar una consola de jocs portàtil amb capacitats de estereoscòpia 3D, amb la 3DS, que va tenir unes vendes molt fortes des del principi. La Wii U, llançada el 2012, va tenir molt menys èxit i les vendes van ser significativament inferiors al previst. La consola més recent de la companyia, Nintendo Switch, es va publicar el març de 2017 i va superar les vendes de la Wii U.